# Элайас (рестлер)
Джеффри Дэниел Шулло (англ. Jeffrey Daniel Sciullo, род. 22 ноября 1987, Питтсбург, Пенсильвания) — американский рестлер и музыкант. Наиболее известен по выступлениям в WWE с 2014 по 2023 год под именами Элайас и Иезекииль.
В роли Элайаса он изображал музыканта, который часто использовал музыку, чтобы высмеять своих противников или присутствующих фанатов. Шулло начал свою карьеру в WWE на бренде NXT, выступая там с 2014 по 2017 год. До прихода в WWE он работал в различных компаниях на независимой сцене под именами Хеви-метал Иисус и Логан Шуло. В 2018 году WWE Music Group выпустила альбом WWE: Walk with Elias с участием Шулло, а в 2020 году — альбом Universal Truth.

## Карьера в рестлинге

### Независимая сцена (2008—2014)

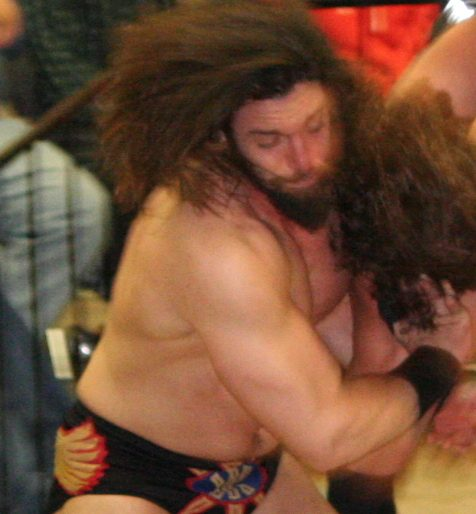
Логана Шуло на шоу IWC в феврале 2012 года

Шулло активно выступал на независимой сцены в различных реслинг-промоушинах на северо-востоке США, в первую очередь для International Wrestling Cartel (IWC) под рингнеймом Иисус Тяжелого Металла, Логан Шулло. Находясь в IWC, Шуло выиграл чемпионство промоушена Super Indy Championship и мировое Чемпионство IWC в тяжелом весе.

### WWE

#### NXT (2014—2017)

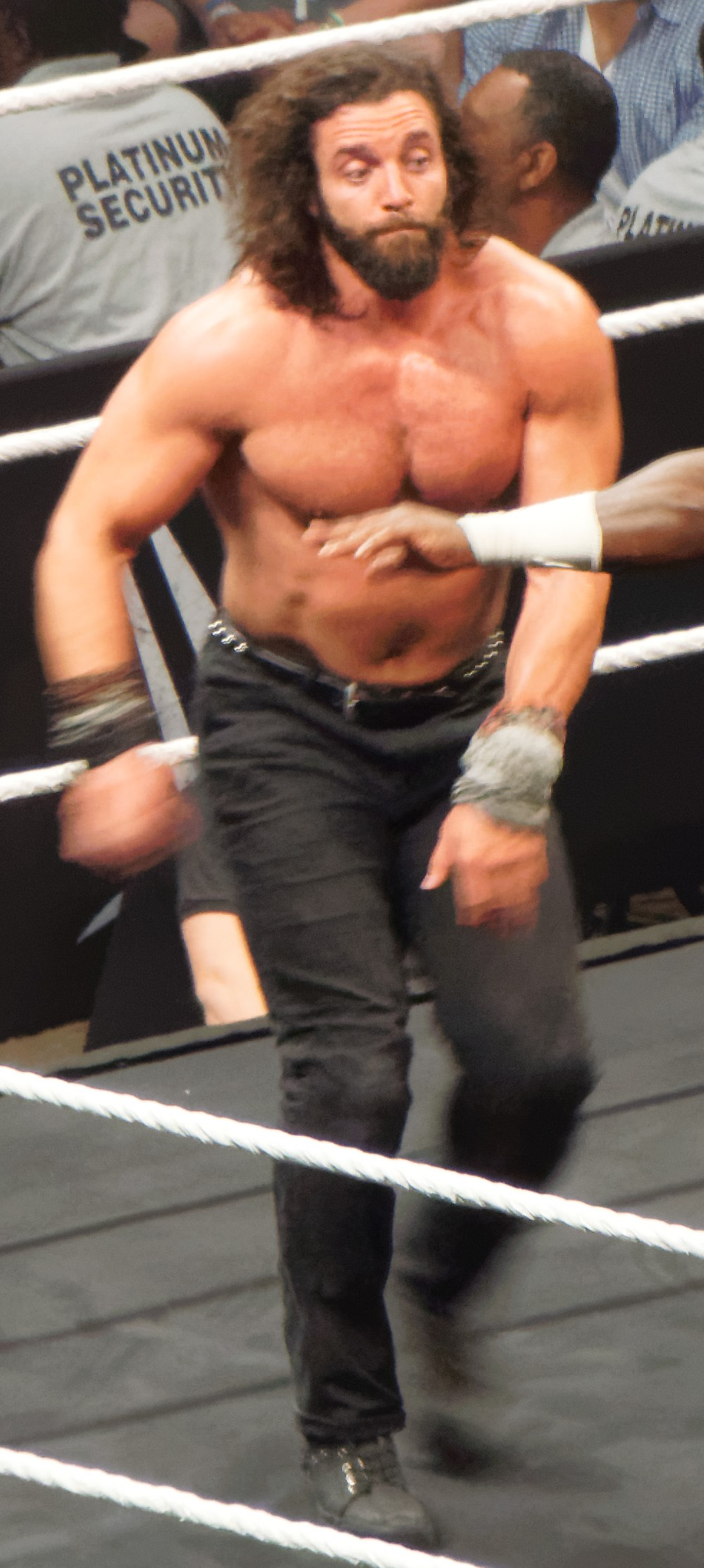
Элайас Самсон на NXT TakeOver: Dallas в апреле 2016 года

В начале 2014 года Шулло в рамках сделки по развитию подписал с компанией WWE контракт под именем Элайас Сэмсон. Дебютировав в NXT на съемках 24 апреля 2014 года, работая в качестве усилителя талантов и объединившись с Бадди Мерфи проиграли Восхождению. Затем Самсон спорадически использовался на телевидении в течение 2014 года и в начале 2015 года, в основном появляясь в качестве продвижение талантов для рестлеров, таких как Барон Корбин.
В августе 2015 года Самсон дебютировал в новом образе бродячего музыканта в матче, записанный до NXT TakeOver: Brooklyn, приближаясь к рингу с гитарой, прежде чем победить Булла Демпси. Затем Самсон вступил в классический турнир Dusty Rhodes Tag Team Classic, где он был в паре с Такером Найтом, но эти двое были выбиты из турнира Дэшем Уайлдером и Скоттом Доусоном. В эпизоде NXT от 23 декабря, записях перед NXT TakeOver: London, Самсон победил Булла Демпси с помощью ныряющиго падения локтя, которое он назвал бы завершающим ходом вперед. В последующие недели Сэмсон одерживал победы над различными соперниками, такими как Стив Катлер и Джесси Соренсен. В эпизоде NXT от 23 марта 2016 года, после того как он потерпел поражение от Джонни Гаргано, Самсон атаковал его только для того, чтобы быть отбитым Аполло Крюсом. Это привело к матчу(на записях 6 апреля) между Самсоном и Крюсом, который состоялся в NXT TakeOver: Dallas, где Самсон проиграл. В течение всего оставшегося года Самсон будет выступать в различных матчах с такими конкурентами, как Синсукэ Накамура и Финн Балор, но будет проигрывать.
Последней враждой Самсона на NXT, было с Кассиусом Оно (которого он высмеял после того, как он только что проиграл матч чемпиону NXT против Бобби Руда) в первом в истории матче «loser leaves NXT» (неудачник покидает NXT), который состоялся 29 марта 2017 года НА эпизоде NXT, где Самсон проиграл. Всего неделю спустя, на эпизоде NXT от 5 апреля (который был записан как часть NXT TakeOver: Orlando до начала мероприятия), Самсон выступал в своем последнем матче на NXT в качестве маскированного «El Vagabundo» (по-испански «бродяга»), где он проиграл Они Лоркану, который впоследствии разоблачил его.

#### Начало работы в основном ростере (2017—2019)

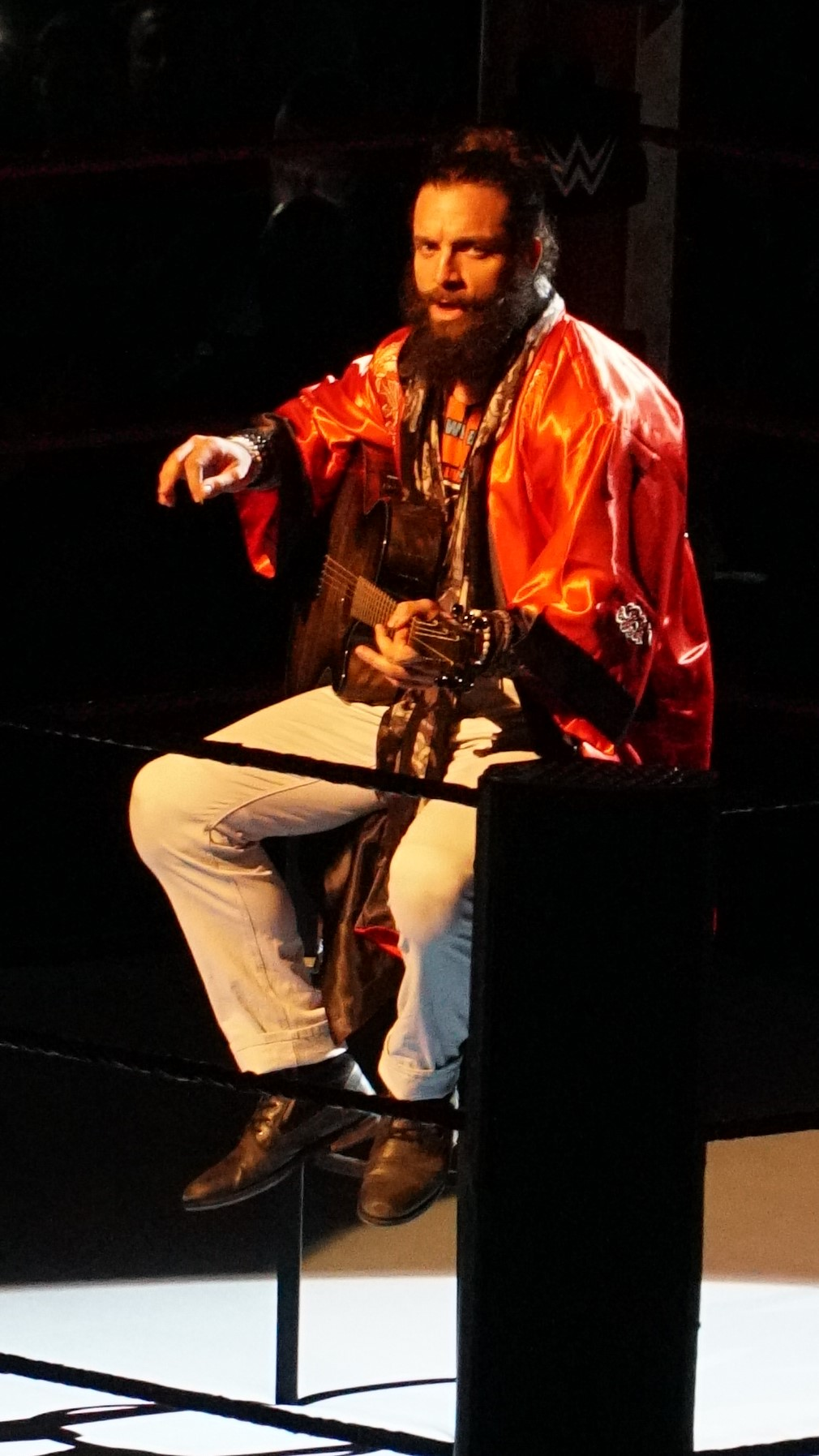
Элайас во время одного из своих выступлений на Raw в апреле 2018 года

На эпизоде Raw 10 апреля 2017 года Сэмсон дебютировал в своем основном ростере, ненадолго появившись на сцене во время командного матча из восьми человек, а также позже в тот же вечер пройдя через толпу во время другого матча. Сэмсон продолжал появляться на заднем плане, играя на гитаре во время закулисных сегментов в течение следующих нескольких недель. Его дебютный матч на ринге состоялся 22 мая на эпизоде Raw где Сэмсон победил Дина Эмброуза по дисквалификации после того, как Миз атаковал его намеренно. В июне Сэмсон начал свой первый фьюд в составе основного ростера с Финном Балором, который прервал его во время одного из своих выступлений. Это привело к матчу между ними, где Сэмсон победил Балора в матче без дисквалификации после вмешательства Брэя Уайатта. В конце июля, в WWE сократили ему имя до Элайаса
Затем Элайаса был фьюд с Джейсоном Джорданом, после того как Джордан прерывал Элайаса во время выступления его песен, бросая в него овощи на No Mercy (2017). Это привело к матчу между ними на PPV TLC: Tables, Ladders & Chairs (2017), где Элиас проиграл Джордану. На эпизоде Raw 6 ноября Элайас потерпел поражение от Джордана в матче с гитарой на шесте, положив конец их вражде. Две недели спустя Элиас участвовал в своем первом титульном матче, бросив вызов Роману Рейнсу за Интерконтитнентальное чемпионство, в котором проиграл. 28 января 2018 года на PPV Royal Rumble Элайас вошел в свой первый Royal Rumble матч под номером 6, продержавшись 26 минут, пока его устранил Джон Сина. Месяц спустя Элиас впервые участвовал в Elimination Chamber матче на одноимённом PPV, куда он вошел последним, но стал вторым участником, выбитым Броном Строумэном.5 марта на ежинидельнике Raw Элайас впервые в истории участвовал Symphony of Destruction матче, который проиграл Брону Строумэну. Элайас также появился на Рестлмании 34, где его на него напал Джон Сина. Три недели спустя Элайас участвовал на Greatest Royal Rumble, где он вышел под номером 20, продершавшись более 30 минут и устранив пятерых рестлеров, был устранен Бобби Лэшли. Вскоре после этого Элайас начал враждовать с Сетом Роллинсом, на которого он напал со своей гитарой, прервав его выступление. Эти двое столкнулись в матче за Интерконтитнетальное чемпионство на PPV Money in the Bank (2018), где Элайас проиграл.
В октябре Элайас впервые в своей карьере фейстернулся на Бароне Корбине, когда тот набросился на него с гитарой. В течение всего ноября Элайас враждовал с Бобби Лэшли, который побеждал его в разных матчах через отсчет, дисквалификацию или отвлечение внимания с помощью своего менеджера Лио Раша. Это привело к матчу на PPV TLC: Tables, Ladders & Chairs, где Элайас победил Лэшли в лестничном матче с гитарой, висящей над рингом, после чего Лэшли атаковал его с гитарой после матча. Это вызвало уличную драку между ними на Miracle on 34th, в которой Элайас одержал победу.
На Royal Rumble 27 января 2019 года Элайас вошел в Royal Rumble матч под номером 1 и был готов к концерту, прежде чем его прервал Джефф Джарретт, который предложил дуэт. Казалось бы, приняв предложение, Элайас набросился на Джаррета с гитарой. После этого, когда матч официально начался, Элайас продержался пятнадцать минут, прежде чем был устранен победителем этой битвы Сетом Роллинсом. На следующий вечер на Raw Элайас хилтернулся после оскорбления толпы, заявив, что они разочаровали его за тусклую реакцию на него, и впоследствии был прерван Джеффом Джарреттом и Дорожным Псом, которые продолжали петь «„With My Baby Tonight“», пока Элайас не напал на обоих мужчин, разбив гитару об Джаррета и Дорожного Пса. 4 февраля Джефф Джарретт провел свой первый матч на Raw за 19 лет, проиграв Элайасу. После матча Джаррет ударил Элиаса своей гитарой в качестве расплаты за прошлую неделю. Соответственно во время его музыкальных выступлений Элиас был атакован как на WrestleMania 35, Джоном Синой так и на Raw после этого события Гробовщиком

#### Альянс с Шейном Макмэном (2019—2021)
Во время встряски суперзвезд WWE 2019 года Элайас был переведен на бренд SmackDown. Перед тем, как у Элайаса должно было состояться музыкальное представление, оно было прервано, а сам атакован Романом Рейнсом, который также дебютировал на SmackDown. На следующей неделе Шейн Макмэн вызвал Рейнса на поединок за нападение на своего отца. Рейнс вышел и был атакован сзади Элайасом, который помог Макмену избить Рейнса. Затем Элайас бросил вызов Рейнсу на PPV Money in the Bank (2019), и Рейнс его принял. Рейнс победил Элайаса за 10 секунд. На эпизоде SmackDown Live 28 мая Элиас удержал R-Truth с помощью Макмена и Дрю МакИнтайра, выиграв чемпионство 24/7, свой первый титул в стенах WWE. Он же потерял титул в ту же ночь против R-Truth, после командного матча, в котором также участвовали Роман Рейнс и Дрю Макинтайр. R-Truth удержал его после матча с помощью Романа Рейнса.
На следующей неделе в SmackDown Live он снова победил R-Truth в матче лесорубов за чемпионство 24/7, но в том же эпизоде, когда лесорубы дрались друг с другом, R-Truth удержал его под рингом, положив конец его второму рейну. Элайас участвовал в баттл-ролле в котором было 51 человек на PPV Super ShowDown (2019) года, но он был последним устранен победителем этой битвы Мансуром. После этого Элайас продолжил свой союз с Шейном Макменом и Дрю Макинтайром, помогая им в различных фьюдах и матчах. Во время специального эпизода WWE Smackville был побежден новым соперником Шейна Кевином Оуэнсом. 12 августа 2019 года во время необработанного эпизода post-SummerSlam Элайас удержал R-Truth за кулисами после того, как ударил его своей гитарой, вернув себе титул 24/7.
Неделю спустя, на SmackDown, Элайас участвовал в турнире King Of The Ring, победив Кевина Оуэнса во время первого матча благодаря помощи Шейна, который сделал себя специальным судьей во время матча и отвлек последнего. Затем Элайас проиграл и вернул себе титул 24/7 23 августа во время событий дня основателя Fox Sports в Лос-Анджелесе, в конечном счете прижав ведущего Fox Sports Роба Стоуна на съемочной площадке футбольного предматчевого шоу Fox College сразу же после того, как Стоун прижал R-Truth (который прижал Элиаса ранее в тот же день, когда Элиас делал концерт, чтобы начать празднование Дня основателя). 27 августа на SmackDown Live Дрейк Маверик победил Элайаса за титул после того, как последний был атакован Кевином Оуэнсом. 10 сентября 2019 года было объявлено, что Элиас страдает от травмы лодыжки и не может участвовать в полуфинальном матче «Короля ринга» 2019 года против Чада Гейбла. После двухмесячного перерыва он вернулся 29 ноября 2019 года в издании SmackDown, высмеивая Дрейка Маверика, фейстернулся в процессе. На следующей неделе он закрепил свою очередь, когда спел с Даной Брук и напал на Маверика.
Элайас участвовал в Royal Rumble матче на одноимённом PPV и вошел под номером № 2, но был устранен чемпионом WWE Броком Леснаром. В следующую пятницу на Smackdown Элайас прервал Сэми Зейна и Сезаро и сорвал атаку Cезаро. Затем Элайас начнет вражду с Королем Корбином, победив его ночью на Рестлмании 36 удержанием. На эпизоде SmackDown от 15 мая Элайас снова победил Короля Корбина в первом раунде турнира за вакантное Интерконтинентальное чемпионство. В эпизоде SmackDown от 29 мая не смог продолжить турнир, так как получил сюжетную травму, вызванную, автомобильным инцидентом. На самом деле у Элиаса была разорвана грудная мышца, и ему потребовалась операция, которая вывела его из строя на 6-9 месяцев.
В октябре, в рамках проекта Драфт 2020 года Элайас был задрафтован бренд Raw. На эпизоде Raw от 12 октября вернувшись после травмы напал на Джеффа Харди, ударив его гитарой, таким образом, вернувшись к позиции хила. Нападая на Харди, он считал, что именно Харди вывел его из строя на пять месяцев.

#### Иезекииль, возвращение к Элаясу (с 2022- по настоящее время)
На эпизоде Raw от 4 апреля 2022 года, Шулло вернулся под новым именем Иезекииль, дебютировав с новой внешностью, состоящей из чисто выбритого лица, более коротких волос и плавок, заявив, что он младший брат Элайаса. В последующие недели на Raw Иезекииль вступил во вражду с Кевином Оуэнсом, который отказывался верить, что Иезекииль на самом деле брат Элаяса, и думал, что он на самом деле сам Элаяс. На "Hell in a Cell, " Иезекииль проиграл Оуэнсу.
На эпизоде Raw от 20 июня два брата воссоединились в постановочном эпизоде за кулисами. Позже тем же вечером Элаяас появился, чтобы выступить с концертом, но его прерывает Оуэнс. Он все ещё отказываясь верить, что они не братья и являются разными людьми, Оуэнс вызвал Иезекииля, Элаяса или их «еще более младшего брата Элрода» на поединок. 16 сентября гиммик с Иезекиилем был отменен, и Скулло вернулся к своему первоначальному тезке Элиасу.

## Дискография

### Мини-альбом
- WWE: Walk With Elias (2018)[81]
- WWE: Universal Truth (2020)[82]

## Титулы и достижения
- International Wrestling Cartel
  - Чемпион IWC Super Indy (1 раз)[6][83]
  - Мировой IWC в тяжелом весе (1 раз)[7][83]
- Pro Wrestling Illustrated
  - PWI ставит под № 69 из 500 рестлеров в 2018 году[84]
- WWE
  - 24/7 чемпионство WWE (4 раза)[85]
  - WWE Year-End Award — прорывная суперзвезда года (2018)[86]